# About.com
About.com, også kendt som The About Group (tidl. About Inc.) er et Internet baseret netværk af indhold, f.eks artikler og videoer, udgivet deres forskellige emnesider (topics), som der er nær 1000 af .
I marts 2014 blev der registreret 61.428.000 unikke bruger på siden af comScore, som gjorde siden til den 16. mest besøgte side den måned .